# Borís Pávlovich Beloúsov
Boris Pavlovich Belousov (en ruso: Борис Павлович Белоусов; Moscú 12 de febrero de 1893 - Moscú 12 de junio de 1970) fue un químico y biofísico soviético, descubridor de la reacción de Belousov-Zhabotinsky (o reacción BZ) a mediados del siglo XX. Su trabajo inició las condiciones de la moderna química dinámica no lineal (dinámica molecular no lineal o termodinámica).

## Biografía
Tras la Revolución rusa de 1905, varios miembros de la familia Beloúsov, de fuertes simpatías revolucionarias, fueron detenidos y luego obligados a abandonar el país, tras lo cual se establecieron en Suiza. Boris entró a estudiar química en el Instituto Federal Suizo de Tecnología, de Zúrich.
Al regresar a Rusia a principios de la Primera Guerra Mundial, Belousov intentó alistarse en el ejército, pero fue rechazado por razones de salud. En 1939 se le asignó un trabajo en un laboratorio militar bajo la dirección del químico V. N. Ipátiev. Su valor en la institución se vio reflejado en el alto rango militar que le fue otorgado: comandante de brigada, que corresponde aproximadamente al de general.
Después de dejar el ejército, empezó a trabajar en el Laboratorio de Biofísica del Ministerio de Salud de la URSS, donde trabajó en toxicología. Durante la búsqueda de un análogo inorgánico del ciclo bioquímico del ácido cítrico, Beloúsov descubrió por casualidad una reacción química oscilante. En un período de seis años intentó publicar sus hallazgos dos veces, pero los incrédulos editores de las revistas a las que presentó los artículos de su trabajo, los rechazaron calificándolo de "imposible". Esto afectó fuertemente a Boris.

## Aporte de Schnoll
El bioquímico Simon Elevich Schnoll, del Instituto de Biofísica Teórica y Experimental de Púshchino, escuchó acerca del trabajo de Beloúsov y lo animó a continuar. Beloúsov le entregó algunas de sus notas experimentales y se comprometieron a publicar un artículo en una revista relativamente desconocida y sin revisión por pares, y luego abandonó esencialmente el mundo científico. Schnoll entregó el proyecto a un estudiante graduado, Anatol Zhabotinski, quien investigó la reacción en detalle y logró publicar sus resultados. La reacción ahora lleva el nombre de ambos: Belousov y Zhabotinsky (Reacción BZ).

## Principios de la Reacción BZ
La reacción Belousov-Zhabotinsky (BZ) es el ejemplo clásico de un oscilador químico homogéneo. A menudo sirve para ilustrar los sistemas caóticos. Es un sistema de varias reacciones químicas, lo que muestra una oscilación temporal, que es realmente inusual para las reacciones químicas.
A primera vista, la reacción de un error de medición o algo similar, ya que la segunda ley de la termodinámica parece prohibir este tipo de operación. Este conjunto de estados físicos que se puede formar a partir de un estado desordenado por sí mismo (sin fuente de alimentación externa) no es un estado más ordenado. Esta sentencia no es aplicable porque se emplea sólo en sistemas cerrados que estén cerca del equilibrio. Pero en el caso de la reacción de Belousov-Zhabotinsky esto está muy lejos y por lo tanto puede presentar este comportamiento inusual.

## Reconocimientos
Beloúsov fue reconocido a título póstumo con el Premio Lenin en 1980 por su trabajo básico en la reacción BZ.